# РД-864
РД-864 (ГРАУ: 15Д177) — радянський рідинний ракетний двигун, що спалює НДМГ і чотириокис азоту в циклі згоряння газогенератора. Він має чотири камери згоряння, які забезпечують керування вектором тяги шляхом повороту кожного сопла на одній осі ±55°. Використовується на третьому ступені Р-36М УТТХ (ГРАУ: 15А18) і Дніпро. Для Р-36М2 (ГРАУ: 15А18М) була розроблена вдосконалена версія РД-869 (ГРАУ: 15Д300).

## Історія
Коли радянські військові розробили вдосконалену версію МБР Р-36М, ОКБ-586 Янгеля розробило новий двигун для третього ступеня РД-864. Розроблений між 1976 і 1978 роками, він здійснив перший політ 31 жовтня 1977 року. Відповідно до СНО-1 і СНО-II близько 150 Р-36М і Р-36М УТТХ були виведені з експлуатації та повинні бути знищені до 2007 року. Тому шукали цивільне застосування і в 1990-х роках КБ «Південне» (конструктор Р-36М) успішно розробило ракету-носій «Дніпро». Вона здійснила перший політ 21 квітня 1999 року і станом на червень 2016 року все ще працює. Таким чином, якщо виробництво РД-864 давно закінчено, двигун працює і досі.
РД-869 був вдосконаленою версією найпотужнішої радянської МБР Р-36М2 (15А18М). У порівнянні з РД-864 він був більш ефективний, покращені можливість перезапуску та відновлення. Станом на січень 2016 року все ще є 46 оперативних Р-36М2 (РС-20В, СС-18), тому РД-869 все ще перебуває на озброєнні, хоч він і знятий з виробництва.

## Версії
Існує дві версії цього двигуна:
- РД-864 (індекс GRAU: 15D177): уперше розроблений як двигун третьої ступені для міжконтинентальної балістичної ракети Р-36М УТТХ (15А18) і, відповідно, для ракети-носія «Дніпро»[1][5].
- РД-869 (індекс GRAU: 15D300): покращена версія РД-864. Він має покращену ефективність, можливість перезапуску та ресурс роботи. Використовується на Р-36М2 (15А18М)[1][6].